# 母賛歌
「母賛歌」（ははさんか）は、日本のレゲエ歌手Metisの楽曲。彼女の4枚目のシングルとして、2008年2月20日発売された。
Metisは母親に女手一つで育てられた。母親は7年間乳がんとの闘病生活を送っており、Metisはその母親に感謝の気持ちを伝えるためにこの曲を制作した。「母賛歌」はオリコンの週間ランキングでは87位までしか記録できなかったが、母の日になると「母に贈りたい曲」の上位にランクインする人気曲となった。なお、母親は2008年末に死去した。

## 収録曲
1. 母賛歌 
  - 作詞・作曲：Metis／編曲：村山達哉
2. Life Goes On  
  - 作詞・作曲：Metis／編曲：村山達哉
3. All My Love  
  - 作詞・作曲：Metis
4. 母賛歌(instrumental)
5. Life Goes On(instrumental)
6. All My Love(instrumental)